# Los Ausines
Los Ausines es un municipio y localidad española de la provincia de Burgos, en la comunidad autónoma de Castilla y León, comarca de Alfoz de Lara, partido judicial de Burgos.

## Geografía
Tiene un área de 41,68 km² con una población de 129 habitantes (INE 2018) y una densidad de 3,09 hab/km².
El ayuntamiento se encuentra situado en la localidad de San Juan, comprendiendo además tres localidades y una Entidad Menor: 
- Quintanilla
- San Quirce
- Sopeña
- Cubillo del César, esta última es la única Entidad Local Menor.

## Historia
Así se describe a Los Ausines en el tomo III del Diccionario geográfico-estadístico-histórico de España y sus posesiones de Ultramar, obra impulsada por Pascual Madoz a mediados del siglo XIX:

Lugar con ayuntamiento en la provincia, partido judicial, administración de rentas, audiencia territorial y capitanía general de Burgos; Situado a la falda de unos riscos bastante altos y a la orilla del río de su nombre, el cual fertiliza una parte del terreno; le bate el aire N y O, y su clima es sano, pero propenso a tercianas; tiene 60 casas de mala construcción y de escasas comodidades, las que están divididas en barrios con 1 iglesia parroquial en cada uno. Hay 1 casa consistorial, 1 hospital para albergue de pobres transeúntes, 1 escuela de educación primaria y 1 ermita. El agua que con-sumen los habitantes es del río, por no serles perjudicial y carecer de manantiales. Confina el término por N con el de Modúbar de San Cibrián, por E con el de Revilla del Campo, por S con el de Hontoria de la Cantera, y por O con el de Revilla-Ruz, distando de la población los referidos límites de 1/8 a 3/8 de legua. El terreno es bastante productivo, principalmente de buenos pastos y árboles. Se cultiva más de la mitad y se riega una pequeña parte; Producciones: trigo, cebada, centeno, avena, lino, legumbres y ganado mayor y menor. Población: 59 vecinos, 203 almas. Capital productivo: 1.460.200 reales. Imponible: 141.877 reales. Contribución: 6.636 reales 14 maravedíes.
Diccionario geográfico-estadístico-histórico de España y sus posesiones de Ultramar

La localidad llegó a contar con una estación de ferrocarril perteneciente a la línea Santander-Mediterráneo, que estuvo operativa entre 1927 y 1985. En la actualidad la antigua línea férrea ha sido reconvertida en una vía verde.

## Demografía
Los Ausines cuenta con una población de 165 habitantes (INE 2024).
| Gráfica de evolución demográfica de Los Ausines entre 1842 y 2021 |
| |
| Población de derecho según los censos de población del INE. Población de hecho según los censos de población del INE.Entre el censo de 1857 y el anterior, crece el término del municipio porque incorpora a Cubillo del César. |

| 1991 |  | 1996 |  | 2001 |  | 2004 |  | 2009 |  | 2018 |
| ---- |  | ---- |  | ---- |  | ---- |  | ---- |  | ---- |
| 121  |  | 140  |  | 135  |  | 136  |  | 143  |  | 129  |

## Cultura

### Fiestas
- La Cruz de Mayo: 3 de mayo
- San Isidro Labrador: 15 de mayo

## Parque eólico

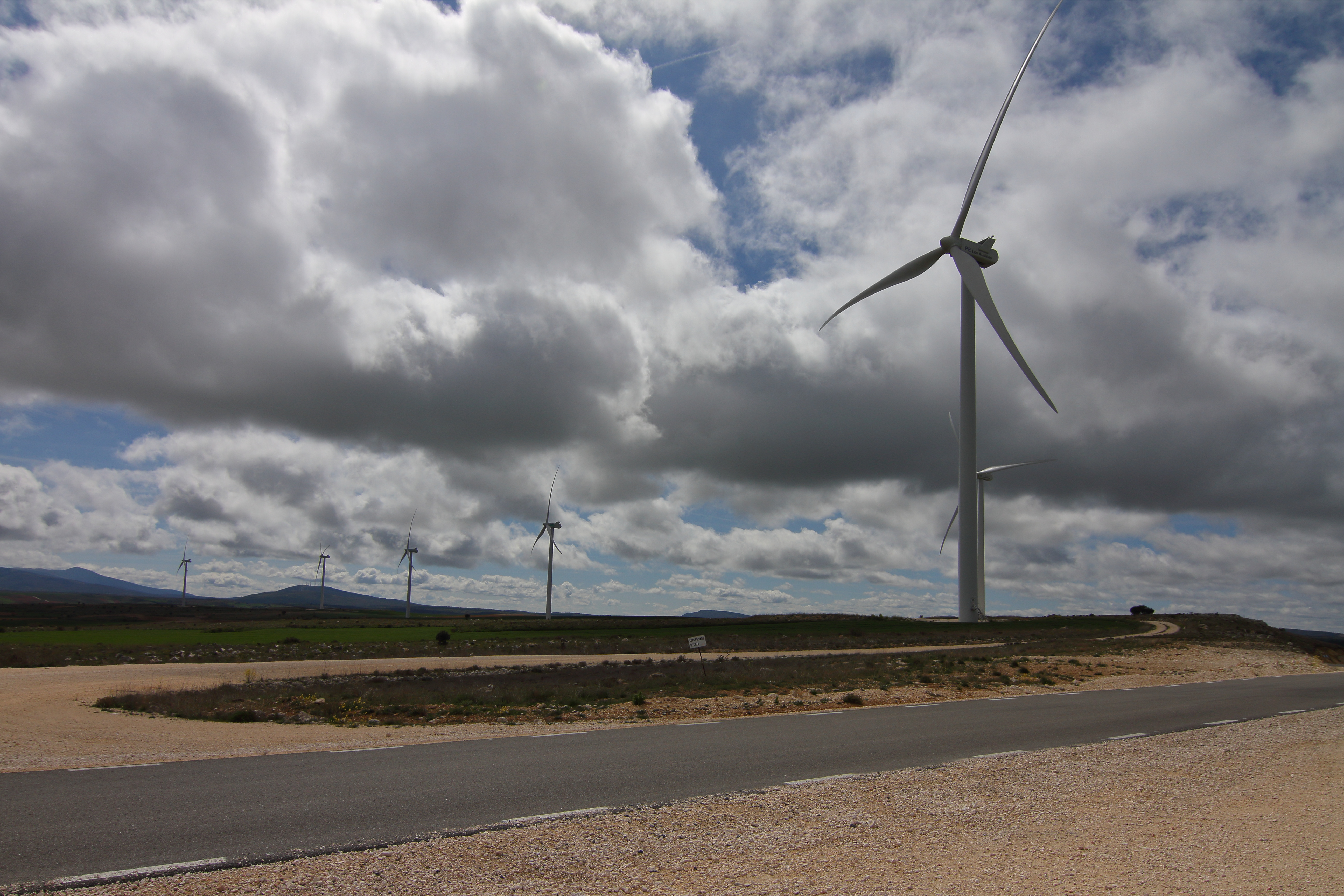
Parque eólico Los Ausines

parque eólico Los Ausines, de 48 MW de potencia instalada y red subterránea de recogida de energía a 30 KV, con 24 aerogeneradores, modelo VESTAS de 2000 kW de potencia nominal unitaria, situados en los términos municipales de Ibeas de Juarros y Los Ausines, con rotor tripala de 90 m de diámetro, sobre torre troncocónica de 80 m de altura, con transformador de 2100 KVA de potencia unitaria y relación de transformación 0,69/30 KV. Red subterránea de Media Tensión a 30 KV de interconexión de los aerogeneradores y línea subterránea a 30 KV con llegadas a la subestación «Carcedo», afectando a los términos municipales de Ibeas de Juarros, Los Ausines y Carcedo de Burgos. Presupuesto: 42.186.026,93 euros.